# Atelopus quimbaya
Espèce
Statut de conservation UICN

 CR A3ce : 
En danger critique
Atelopus quimbaya est une espèce d'amphibiens de la famille des Bufonidae.

## Répartition
Cette espèce est endémique de Colombie. Elle se rencontre dans les départements de Risaralda et de Quindío entre 2 200 et 2 900 m d'altitude sur le versant Ouest de la cordillère Centrale.

## Description
Les mâles mesurent de 22,5 à 27,3 mm et les femelles de 30,2 à 33,3 mm.

## Étymologie
Cette espèce est nommée en l'honneur des Quimbayas.

## Publication originale
- Ruiz-Carranza & Osorno-Muñoz, 1994 : Tres nuevas especies de Atelopus A.M.C. Duméril and Bibron 1841 (Amphibia: Bufonidae) de la Cordillera Central de Colombia. Revista de la Academia Colombiana de Ciencias Exactas, Físicas y Naturales, vol. 19, p. 165-179 (texte intégral).